# Julie Cohen
Julie Cohen est une réalisatrice et  documentariste américaine. Elle réalise avec Betsy West le documentaire RBG sur Ruth Bader Ginsburg, sorti en 2018.

## Biographie
Julie Cohen est diplômée de l’université Colgate, de la faculté de droit de Yale et de l’université Columbia. Elle a une double formation en droit et en journalisme.      
Julie Cohen est productrice au sein de NBC News pendant neuf ans. Dans les années 1990, elle  produit l’émission hebdomadaire Supreme Court Watch de Court TV.       
Elle rencontre une première fois la juge Ruth Bader Ginsburg sur le tournage du documentaire The Sturgeon Queens, un magasin de poisson fumé du Lower East Side en prise avec la justice.      
En 2015, avec Betsy West, elle décide de faire un documentaire sur Ruth Bader Ginsburg, juge à la cour suprême.  En 2016, les deux réalisatrices la suivent dans diverses réunions, discours et activités quotidiennes y compris à Chicago et à Washington, DC, pour un total de 20 heures d'entretiens en  face-à-face. Le film sort le 4 mai 2018 aux États-Unis, le 10 octobre 2018 en France.      

## Réalisations
- My Name Is Pauli Murray, 2021
- RBG, 2018
- The Sturgeon Queens, 2017
- American Veteran, 2014
- Ndiphilela Ukucula: I Live to Sing, 2013
- A Joyous Sound , 2012
- Pedro Ruiz: Coming Home, 2011
- Dateline NBC, 8 épisodes, 2003-2011

## Distinctions
- 4 Emmy Awards
- Individual Achievement Award , Best News Producer from American Women in Radio and Television